# Pigment biològic

La papallona Morpho blava d'Amèrica Central té el seu color blau de la iridescència no pas d'un pigment biològic.

Els pigments biològics, també coneguts simplement com a pigments o biocroms són substàncies produïdes per organismes vius que tenen un color que és el resultat de l'absorció del color. Els pigments biològics inclouen els pigments vegetals i els pigments florals. Moltes estructures biològiques, com la pell, els ulls, el pelatge i el cabell, contenen pigments com la melanina en cèl·lules especialitzades, anomenades cromatòfors.
El color del pigment difereix del color estructural en el fet que és el mateix per a tots els angles de vista, mentre que el color estructural és el resultat de la reflexió o la iridescència, normalment causat per estructures multicapa. Per exemple, les ales de les papallones típicament contenen color estructural, encara que moltes papallones tenen cèl·lules que contenen pigment.

## Pigments biològics
- Heme/basat en porfirina: clorofil·la, bilirubina, hemocianina, hemoglobina, mioglobina
- Emissors de llum: luciferina
- Carotenoides:
  - Hematocroms (pigment d'algues, mescles de carotenoides i els seus derivats)
  - Carotens: carotè alfa i beta, licopè, rodopsina
  - Xantòfils: cantaxantina, zeaxantina, luteïna
- Proteinacis: fitocrom, ficobiliproteïnes
- Poliè enolats: una classe de pigments roigs exclusius dels lloros
- Altres: melanina, urocrom, flavonoides

## Pigments

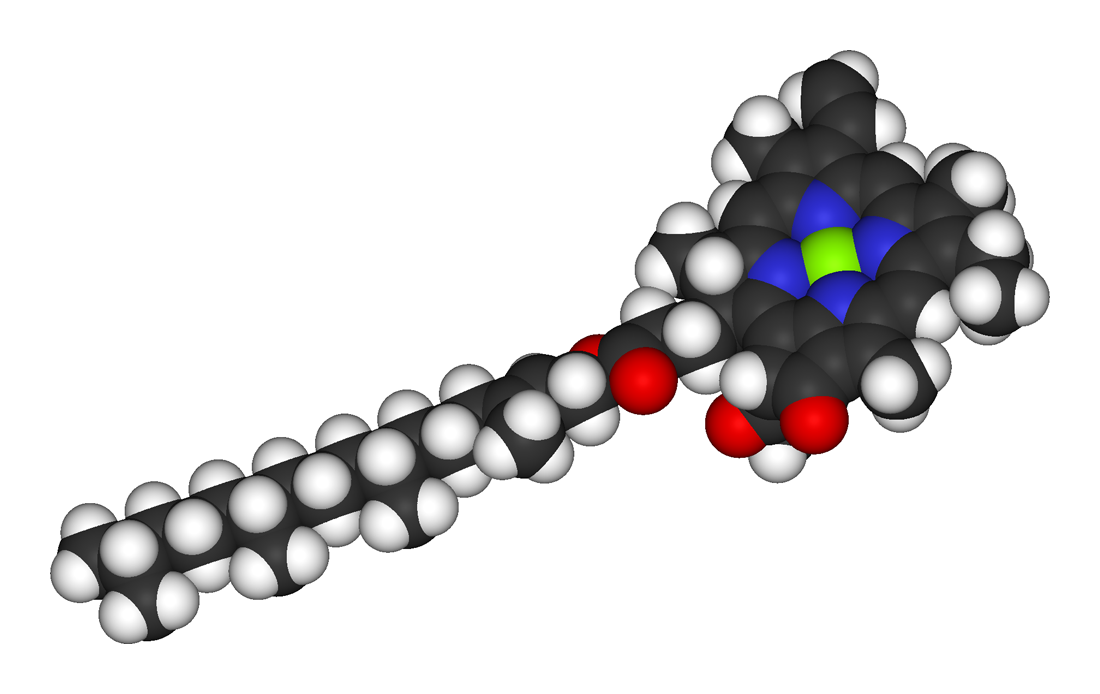
Molècula de la clorofil·la.

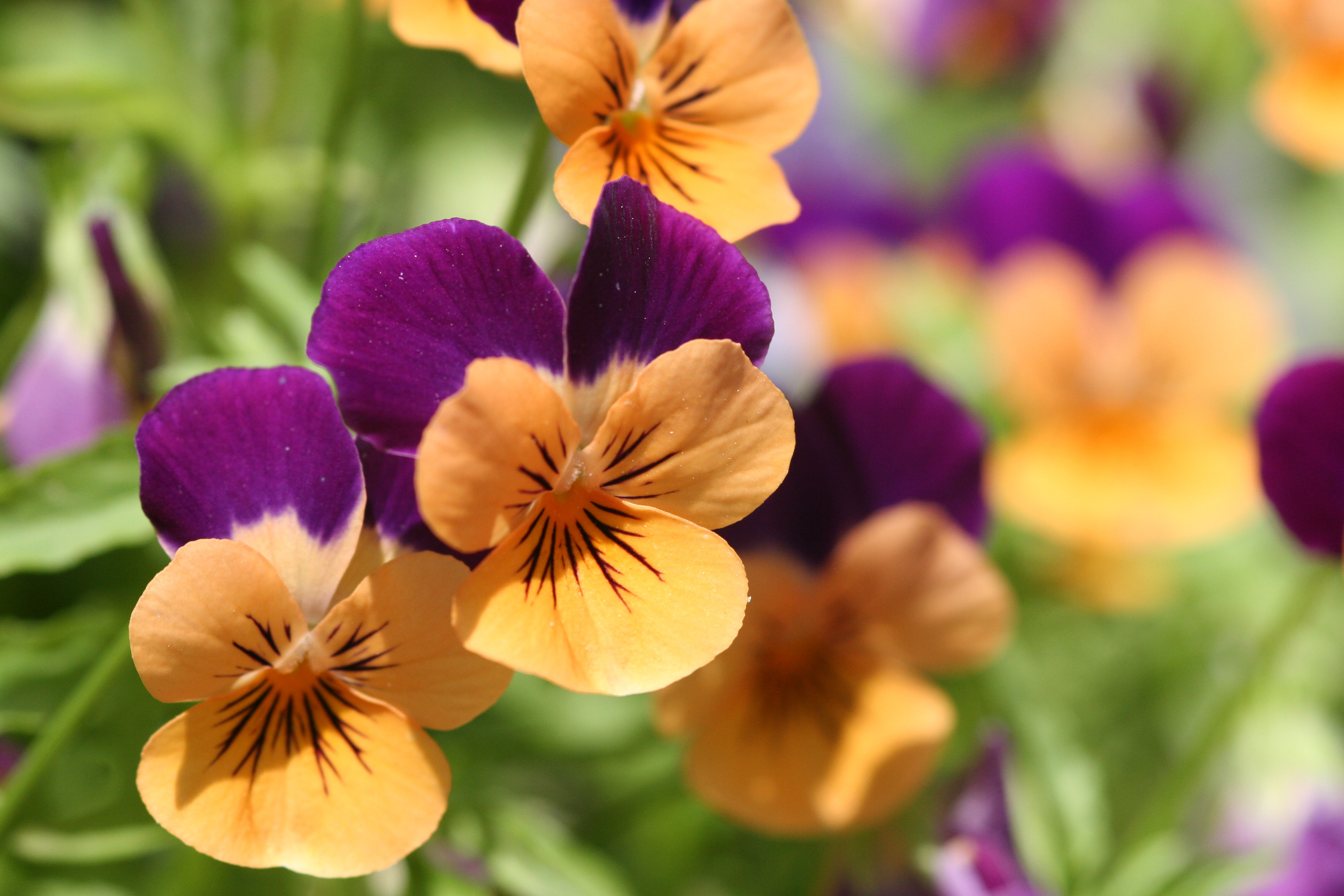
Els colors dels pensaments estan determinats pels antocians.

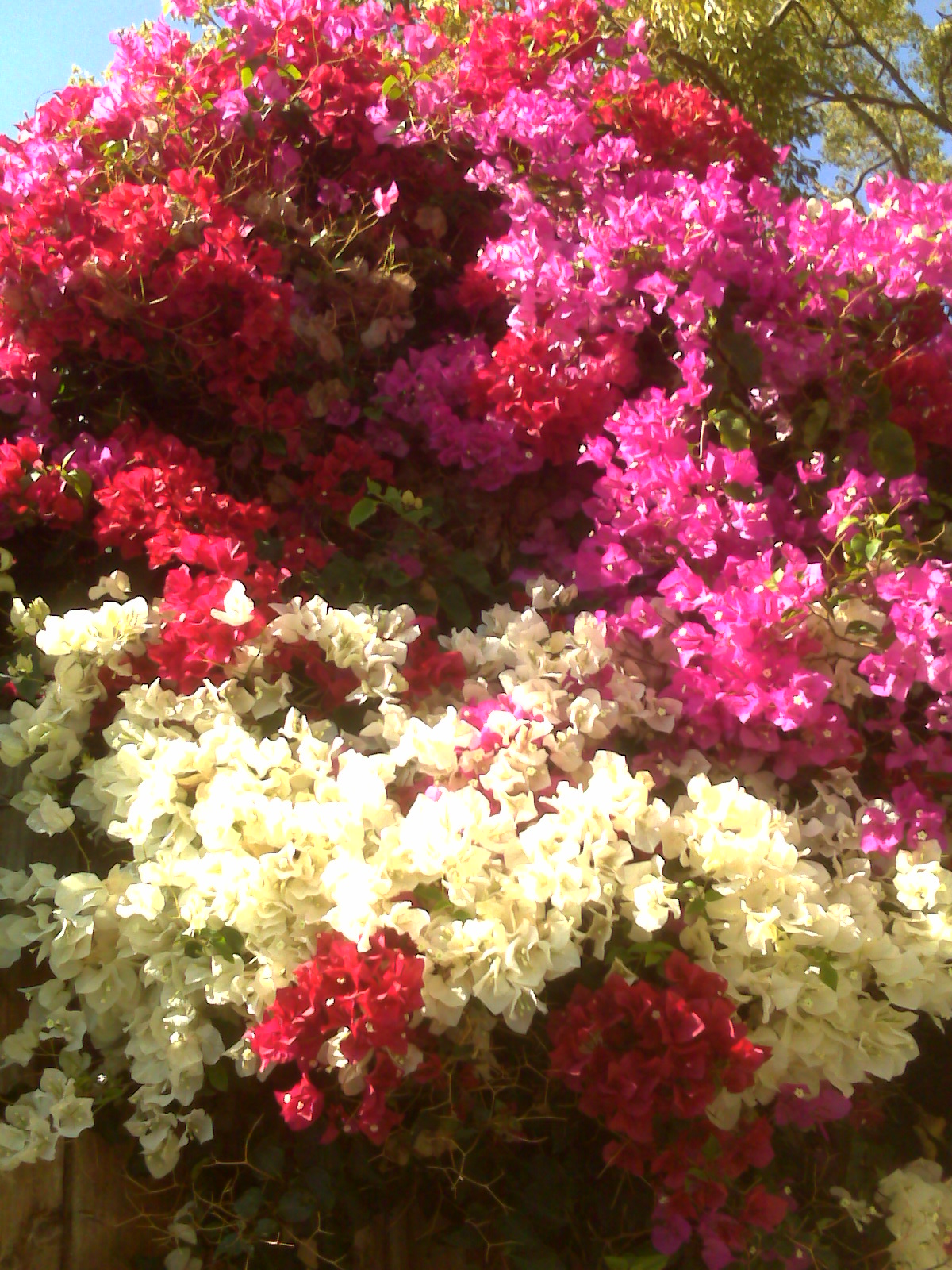
Les bràctees de la Bougainvillea deuen el seu color a les betalaines

La funció principal dels pigments en les plantes és la fotosíntesi, la qual usa el pigment verd clorofil·la junt amb altres pigments vermells i grocs que ajuden a capturar el màxim possible d'energia de la llum. Altres funcions dels pigments en les plantes inclouen l'atracció d'insectes a les flors per afavorir la pol·linització
Els pigments vegetals inclouen una gran varietat de tipus de molècules, incloent-hi porfirines, carotenoides, antocians i betalaïnes. La llum que s'absorbeix la pot usar la planta com a energia en reaccions químiques, mentre que les longituds d'ona reflectides determinen el color amb el qual el pigment apareixerà a l'ull. Les betalaïnes són pigments vermells o grocs.

## Pigments en animals
Els animals usen la pigmentació per a la seva protecció, per camuflatge, mimetisme, o coloració d'advertència. La pigmentació es fa servir entre animals durant el corteig i com comportament reproductiu. Per exemple, alguns cefalòpodes fan servir els seus cromatòfors per comunicar-se. El fotopigment rodopsina intercepta la llum com a primer pas en la percepció de la llum. Els pigments de la pell com la melanina poden protegir els teixits de les cremades pel sol i la radiació ultraviolada. Tanmateix algunes estructures biològiques com els grups heme estan acolorits com a resultat de la seva estructura i el seu color no té ni funció protectora ni de senyalització.

### Malalties
Hi ha una gran varietat de malalties i condicions anormals degudes a absència o pèrdua de pigment o a un excés: 
- Albinisme per pèrdua parcialo toal de melanina.
- Ichthyosis lamellaris, o "malaltia d'escata de peix", per excés de melanina.
- Melasma.
- Pigmentació ocular per acumulació de pigment a l'ull.[2]
- Vitiligo per pèrdua de cèl·lules que produeixen pigment.